# تدی سارافیان
تدی سارافیان (انگلیسی: Tedi Sarafian؛ زادهٔ ۱۹۶۶) فیلم‌نامه‌نویس، تهیه‌کننده فیلم، کارگردان فیلم، و بازیگر ارمنی‌تبار اهل ایالات متحده آمریکا است. او همچنین مالک شرکت صوتی بدفورد می‌باشد، سارافیان تولیدکننده مانیتور ضبط های-اند است.

## زندگی‌نامه
او پسر ریچارد سی سارافیان و برادر ریچارد صارافیان جونیور و دیران سارافیان و خواهرزاده رابرت آلتمن است.

## گزیده فیلمشناسی
- ساعت شلوغی (فیلم ۱۹۹۸) (۱۹۹۸)
- نابودگر ۳: خیزش ماشین‌ها (۲۰۰۳)